# Tent of Nations

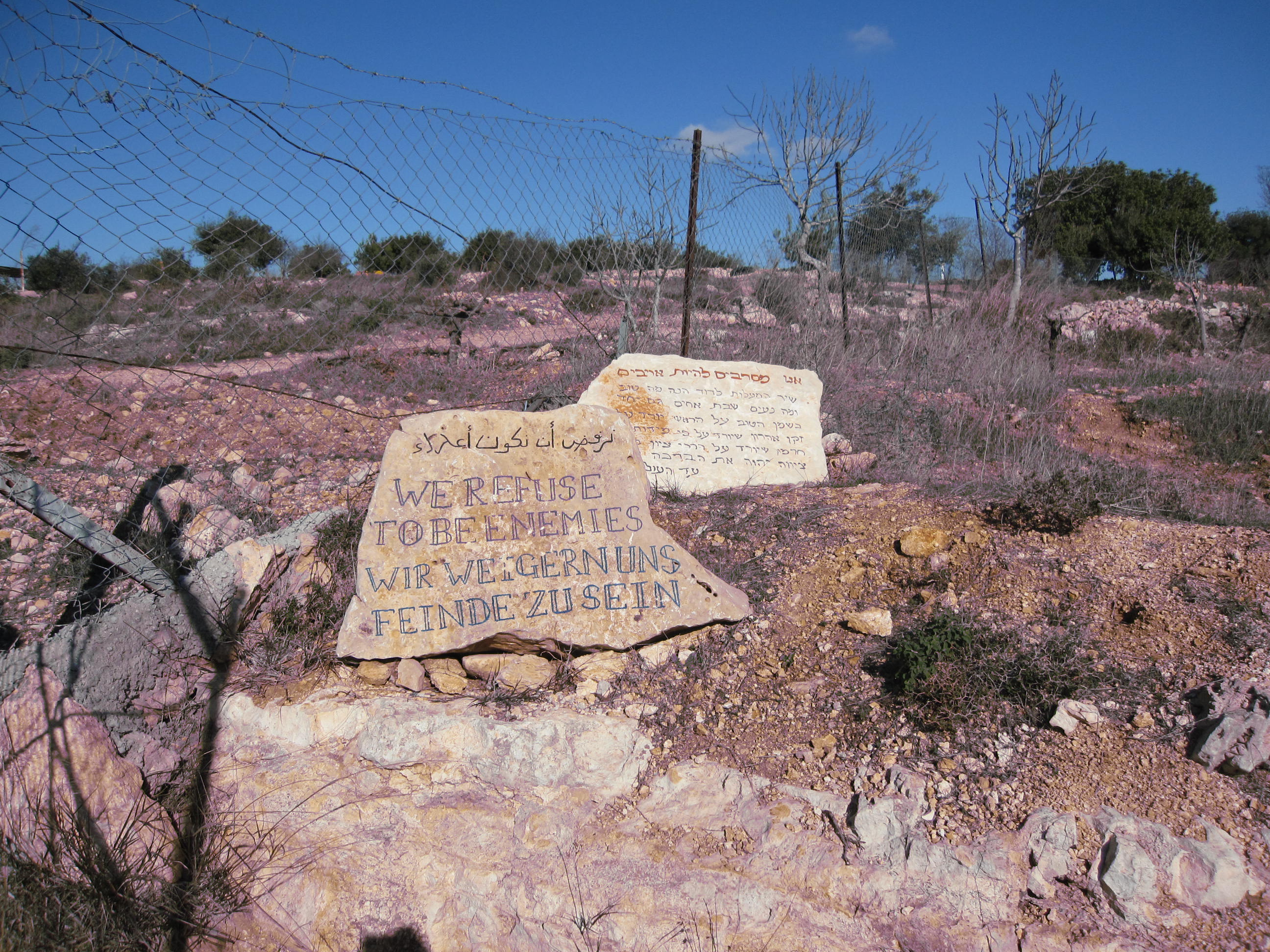
"We refuse to be enemies": tekst op de grenssteen van 'Tent of Nations'

Tent of Nations is een educatieve en milieuvriendelijke boerderij met het vredesproject van de Palestijns-christelijk familie Nassar op de Westelijke Jordaanoever van Palestina. Het is op 950 boven de zeespiegel gelegen op een heuveltop in Nahalin ten zuidwesten van Bethlehem en heeft een oppervlakte van 400 dunams (zo'n 42 hectare). De boerderij en zijn grondgebied, bekend als 'Dahers' wijngaard', naar de grootvader van Daoud Nassar, is sinds 1916 bezit van de familie Nassar, een christelijke Lutheraanse familie.
De familie is in het bezit van de eigendoms- en registratiepapieren die zij kregen tijdens het Britse mandaat begin 1920.

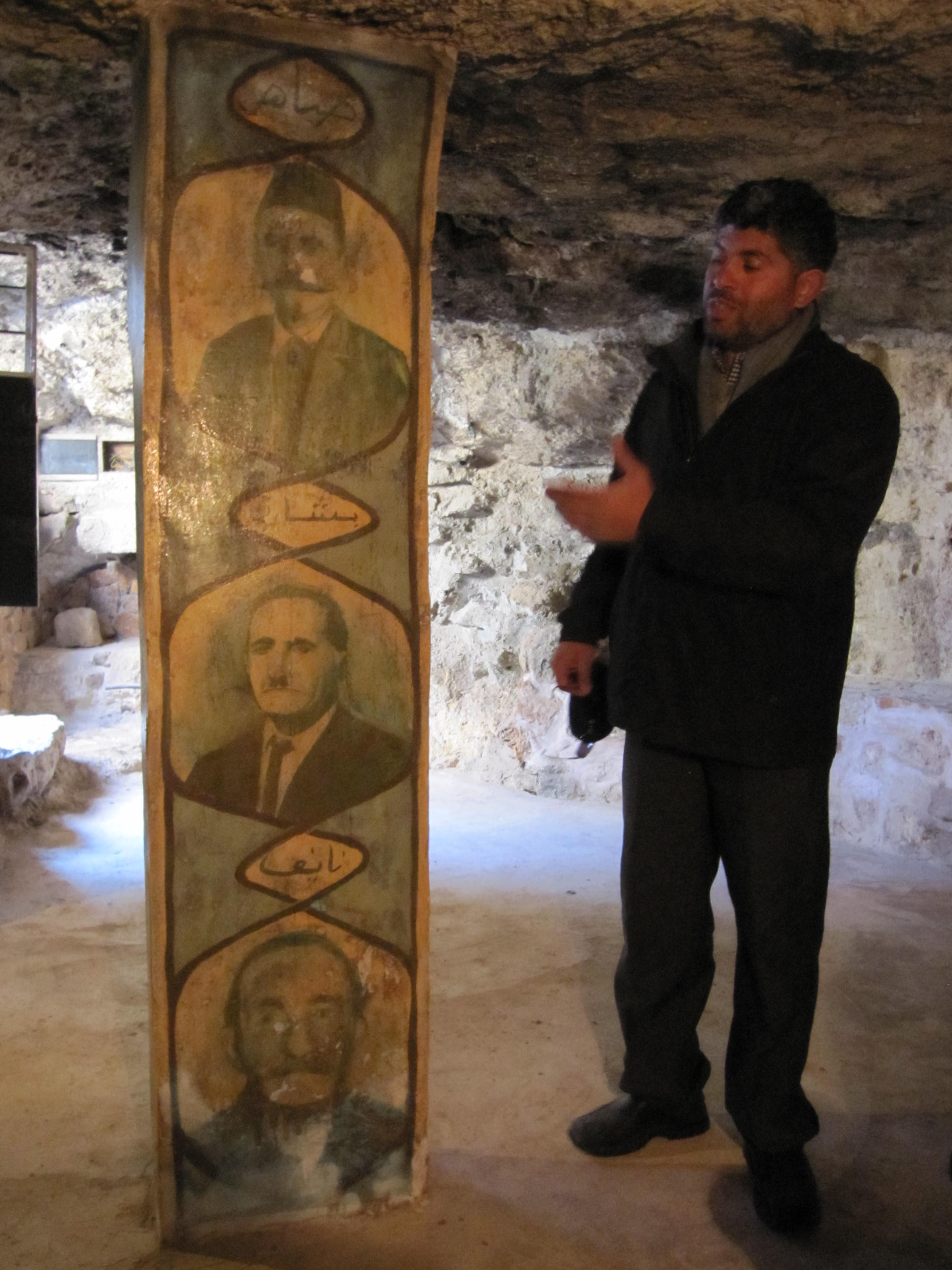
Daoud Nassar toont schilderingen van zijn vader, grootvader en oom in de vroegere woonruimte van zijn ouders en grootouders op het land van de 'Tent of Nations'. December 2011.

Om hun boerderij erkend te krijgen als hun eigendom is de familie al jarenlang verwikkeld in een juridische strijd met de Israëlische autoriteiten. De boerderij is niet aangesloten op water en elektriciteit.

## Weigering vijand te zijn
Daoud Nassar maakte van de boerderij een centrum van vredeseducatie en geweldloos verzet. In de confrontatie met groot onrecht wil hij niet haten, wanhopen of vluchten, onder het motto:
"Wij weigeren vijanden te zijn."
Daarmee tracht hij het conflict positief te benaderen.  en hun pijn en frustratie om te zetten in positieve acties om een betere toekomst te scheppen. Ze willen anderen inspireren om op een creatieve, positieve en geweldloze manier te reageren op onrecht.

## Activiteiten
Werkkampen, vrijwilligersactiviteiten, zomerkampen voor kinderen, steunprogramma's voor vrouwen en kinderen om zich te ontwikkelen, voorlichting en ontvangst van groepen en bezoekers.

## Vrijwilligers
Doordat de uiterst rechtse regering in Israël nieuwe nederzettingen aanmoedigt, wordt het leven voor Palestijnen op de Westelijke Jordaanoever steeds moeilijker. Vrijwilligers moeten Joodse kolonisten afschrikken. 

## Bedreigingen door de staat Israël
Sinds de Nakba in 1948, waarbij ook vele christenen uit Palestina vluchtten, en de bezetting van de Westelijke Jordaanoever in 1967 door Israël wordt de Tent of Nations bedreigd met confiscatie en verdrijving door Israël. 
Vanwege zijn strategische positie op een heuveltop is deze plek namelijk zeer gewild door de Israëlische autoriteiten. In 1991 werd de hele omgeving inclusief de boerderij werd uitgeroepen tot 'staatsland'.
En sinds de Oslo-akkoorden van 1993-1995 bevindt het zich in Zone-C en valt dit gebied volledig onder civiel en militair gezag van Israël.  
In 2010 ontving de familie sloopbevelen voor vrijwel alle bouwwerken, waarna de familie de ondergrondse grotten in gebruik nam. In 2014 werden honderden fruitbomen door het Israëlisch defensieleger (IDF) met bulldozers ontworteld. 

### Israëlische nederzettingen
De Tent of Nations is sinds 1967 omringd door het zich steeds uitbreidende Israëlische Gush Etzion-blok, een aaneenschakeling van vijf Israëlische nederzettingen (illegaal volgens de Vierde Geneefse Conventie van het internationaal recht) georganiseerd als Regionale raad van Gush Etzion. Deze sluiten langzamerhand de Tent of Nations in, de wegen er naartoe zijn door het Israëlische leger geblokkeerd en er zijn meerdere checkpoints aangebracht. 
Vaak in samenwerking met het leger vallen kolonisten uit de nederzettingen de familie op de boerderij aan, intimideren en bedreigen de familie, soms met wapens. Ze vernielen fruitbomen, watertanks, plaatsen wegblokkades en proberen wegen aan te leggen over het land van de Tent of Nations.